# The Krotons
The Krotons (Los Krotons) es el cuarto serial de la sexta temporada de la serie británica de ciencia ficción Doctor Who, emitido originalmente en cuatro episodios semanales del 28 de diciembre de 1968 al 18 de enero de 1969. La historia destaca por ser la primera contribución del longevo escritor y editor de guiones de la serie Robert Holmes.

## Argumento
En un planeta sin nombre, una raza llamada los Gonds está sujeta a los misteriosos Krotons, entidades invisibles a quienes proporcionan sus brillantes inteligencias como "acompañantes". Thara, hijo del líder Gond Selris, es el único de su raza que se opone a esta práctica; de aquellos que se han convertido en acompañantes antes, nunca se ha vuelto a saber nada. El Segundo Doctor, Jamie y Zoe llegan a tiempo de presenciar la muerte de uno de los acompañantes elegidos, Abu, que es vaporizado por un chorro de vapor que sale de unas boquillas en cualquier puerta por la que hubiera entrado; e intervienen para evitar la muerte de Vana, el otro elegido para este destino, utilizando su supervivencia para convencer a Selris y los Gonds de la maligna influencia de los Krotons en su sociedad. El Doctor lo llama "autoperpetuar la esclavitud" mediante eliminar a los más brillantes de la sociedad Gond. Además, hay grandes lagunas en su conocimiento, especialmente en lo relativo a la química. Esta situación se ha mantenido durante muchos años desde la llegada de los Krotons en su nave espacial, soltando un veneno que contaminó las tierras alrededor de la ciudad Gond, que ahora los Gonds llaman "los Baldíos", y matando a una gran parte de la población Gond.
Thara usa la inquietud de la situación para liderar una rebelión y atacar las máquinas de enseñanza de los Krotons en la sala de aprendizaje. Esto hace que aparezca una sonda de cristal para defender las máquinas, y avisa a los Gonds que cesen en su rebelión. Zoe prueba las máquinas de aprendizaje y es seleccionada para ser "acompañante" de los Krotons. El Doctor elige el mismo destino y los dos son convocados al Dynotrope, donde son objeto de un ataque mental. Zoe deduce que los Krotons han encontrado una forma de transferir poder mental en energía pura, mientras el Doctor está ocupado de tomar muestras químicas del entorno Kroton. Las circunstancias provocan la creación de dos Krotons a partir de dos cubas de químicos en el Dynatrope (la nave de los Krotons). Los recién creados Krotons capturan a Jamie, pero realmente están buscando al Doctor y Zoe, los "grandes cerebros", que ya han abandonado el Dynatrope. Le toma a Jamie un tiempo poder escaparse, pero los Krotons le persiguen y usan sus armas para gasearle.
Eelek y Axus, dos concejales antes leales a los Krotons, que están iniciando una guerra contra los Krotons, han tomado la iniciativa en la sociedad Gond. Los Krotons persiguen al Doctor, Zoe, Eelek y Axus por todo el planeta, por pirámides y bosques. Eelek y Axus luchan contra los Krotons y les destruyen. El cargo de mayor rango, Selris, es depuesto, pero avisa de que un ataque a fuerza bruta no ayudará a su gente. En su lugar, ha decidido atacar la máquina bajo tierra, desestabilizando su misma base inferior. Eelek hace que arresten a Selris y también toma el control negociando con los Krotons que se marchen del planeta si les proporcionan los dos "grandes cerebros" que pueden ayudarles a arrancar y pilotar su nave. Zoe y el Doctor son obligados a ir al Dynatrope, y Selris muere al darles una ampolla de ácido que el Doctor añade a las cubas de los Krotons. Jamie se recupera y destruye a los Krotons usando un arma de gas que había allí. Le persiguen más Krotons, y lo que le lleva hasta un lago de ácido. Jamie lanza el ácido sobre los Krotons y estos son destruidos. Beta se acerca a Jamie y le dice que quizá ha encontrado un arma. Los Krotons se preparan a usar sus cubas para destruir a los Gonds. Fuera, Jamie y el científico Beta lanza un ataque contra la estructura de la nave usando ácido sulfúrico. Este ataque por dos frentes destruye a los Krotons, basados, en telurio, y su nave. El Dynatrope se disuelve y los Gonds son libres por fin, eligiendo a Thara como líder en lugar del cobarde y ambicioso Eelek.
El Doctor, Jamie y Zoe vuelven a la TARDIS, dejando a los Gonds para que busquen su propio futuro.

## Producción
| Episodio          | Fecha de emisión        | Duración | Espectadores en millones | Estado en el archivo   |
| ----------------- | ----------------------- | -------- | ------------------------ | ---------------------- |
| Episodio 1        | 28 de diciembre de 1968 | 23:00    | 9,0                      | Película de 16 y 35 mm |
| Episodio 2        | 4 de enero de 1969      | 23:03    | 8,4                      | Película de 16 mm      |
| Episodio 3        | 11 de enero de 1969     | 21:47    | 7,5                      | Película de 16 mm      |
| Episodio 4        | 18 de enero de 1969     | 22:39    | 7,1                      | Película de 16 mm      |
| [ 1 ] [ 2 ] [ 3 ] |                         |          |                          |                        |

- Entre los títulos provisionales de esta historia se incluyen The Trap (La trampa) y The Space Trap (La trampa espacial).
- Holmes había enviado originalmente The Trap a la BBC como un serial de ciencia ficción independiente en 1965. El director de seriales Shaun Sutton lo rechazó al no ser lo que estaba interesada la BBC en hacer en esa época, pero le sugirió que lo enviara al equipo de producción de Doctor Who como una idea para esa serie. Holmes lo hizo, y aunque el editor de historias Donald Tosh estuvo interesado, los guiones no llegaron más lejos en ese momento.
- Unos años después, el asistente del editor de guiones, Terrance Dicks, encontró la historia en los ficheros de la oficina de producción mientras limpiaban un almacén, y decidió desarrollarla junto con Holmes como un proyecto personal, en el caso de que otros guiones se cayeran. Cuando un guion de Dick Sharple, Prison in Space, una distopia cómica donde las mujeres gobiernan con guardias con forma de muñeca, se probó impracticable, Dicks pudo presentar el serial a sus superiores como una producción lista. El director David Maloney estuvo de acuerdo en la viabilidad del serial, y se mandó ante las cámaras con gran rapidez como un reemplazo de emergencia.
- Robert La'Bassiere es en realidad un pseudónimo de Robert Grand, que pidió que le acreditaran con ese nombre por su aparición como uno de los Krotons.
- Las escenas en la superficie del planeta se filmaron en Tank Quarry y en West of England Quarry en las colinas de Malvern.[4][5]